# Ectropina sclerochitoni
Ectropina sclerochitoni là một loài bướm đêm thuộc họ Gracillariidae. Nó được tìm thấy ở Nigeria và Nam Phi.
Ấu trùng ăn Sclerochiton harveyanus. Chúng có thể ăn lá nơi chúng làm tổ.